# Stirling-Preis
Der RIBA Stirling Prize ist ein britischer Preis für herausragende Architektur. Er ist benannt nach dem Architekten James Stirling (1926–1992) und wird jährlich vom Royal Institute of British Architects (RIBA) verliehen. Stirling-Preisträger gewinnen ein Stipendium von £ 20'000.
Den RIBA-Stirling-Preis erhält „der Architekt des Gebäudes, welches den größten Beitrag zur britischen Architektur des Vorjahres darstellt.“ Die Architekten müssen Mitglied des RIBA sein, und das Gebäude muss sich in der Europäischen Union befinden.
Der Preis wird seit 1996 verliehen und gilt als der bedeutendste Architekturpreis im Vereinigten Königreich, analog zum Booker Prize und dem Turner Prize. Die Preisverleihung wird von Channel 4 übertragen und der Preis wird vom Architects' Journal gesponsert.

## Preisträger und Zweitplatzierte

### 2021
Sieger
- Grafton Architects: Kingston University London - Town House

### 2020
- keine Preisvergabe

### 2019
Sieger

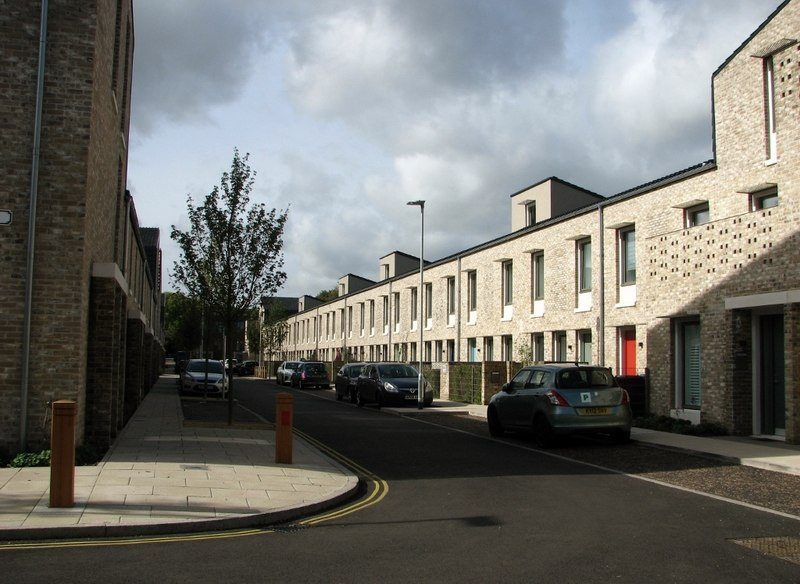
Goldsmith Street, Norwich

- Mikhail Riches with Cathy Hawley: Goldsmith Street, Norwich

### 2018
Sieger

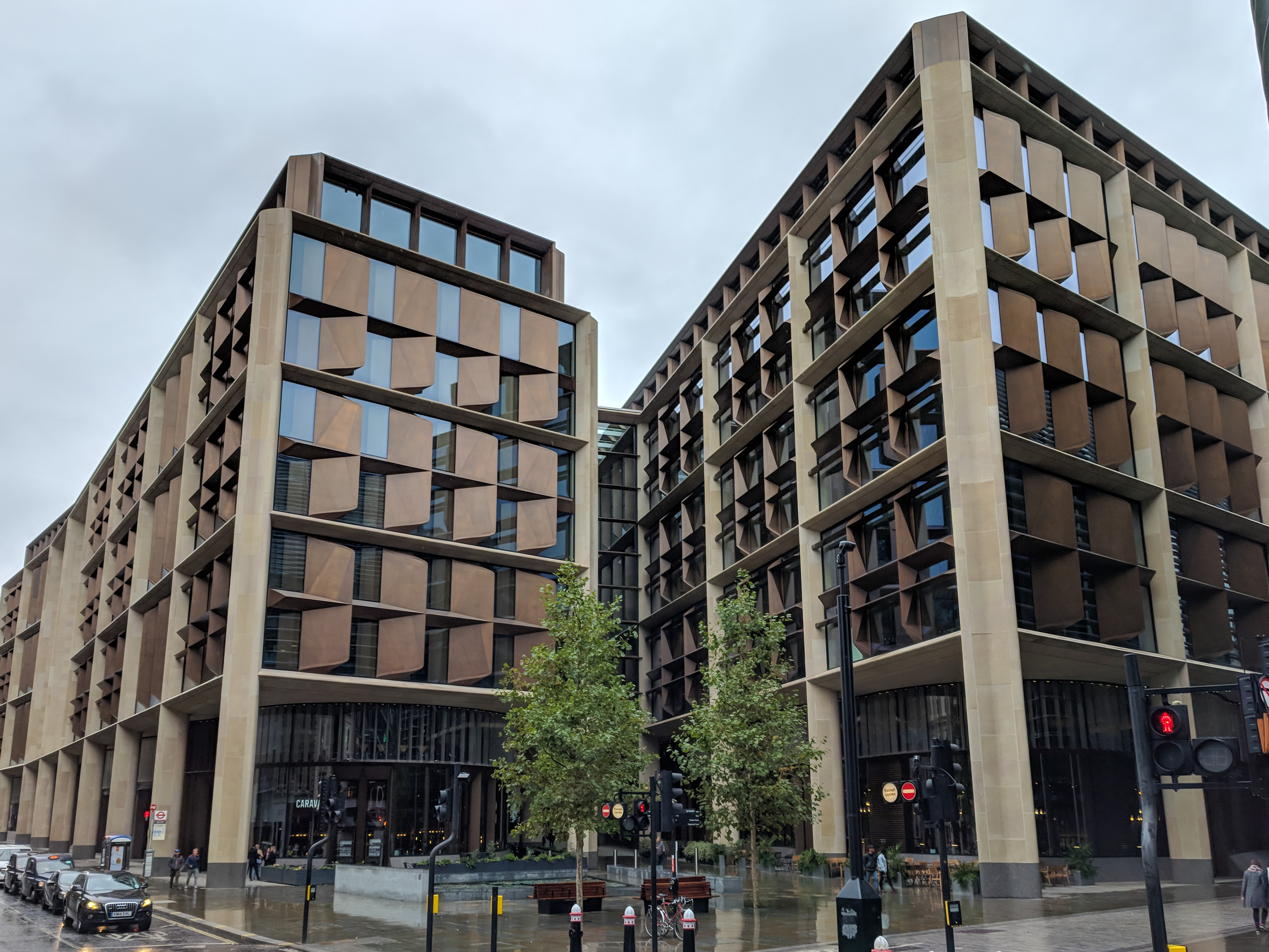
Bloomberg, London

- Foster + Partners: Bloomberg, London

### 2017
Sieger

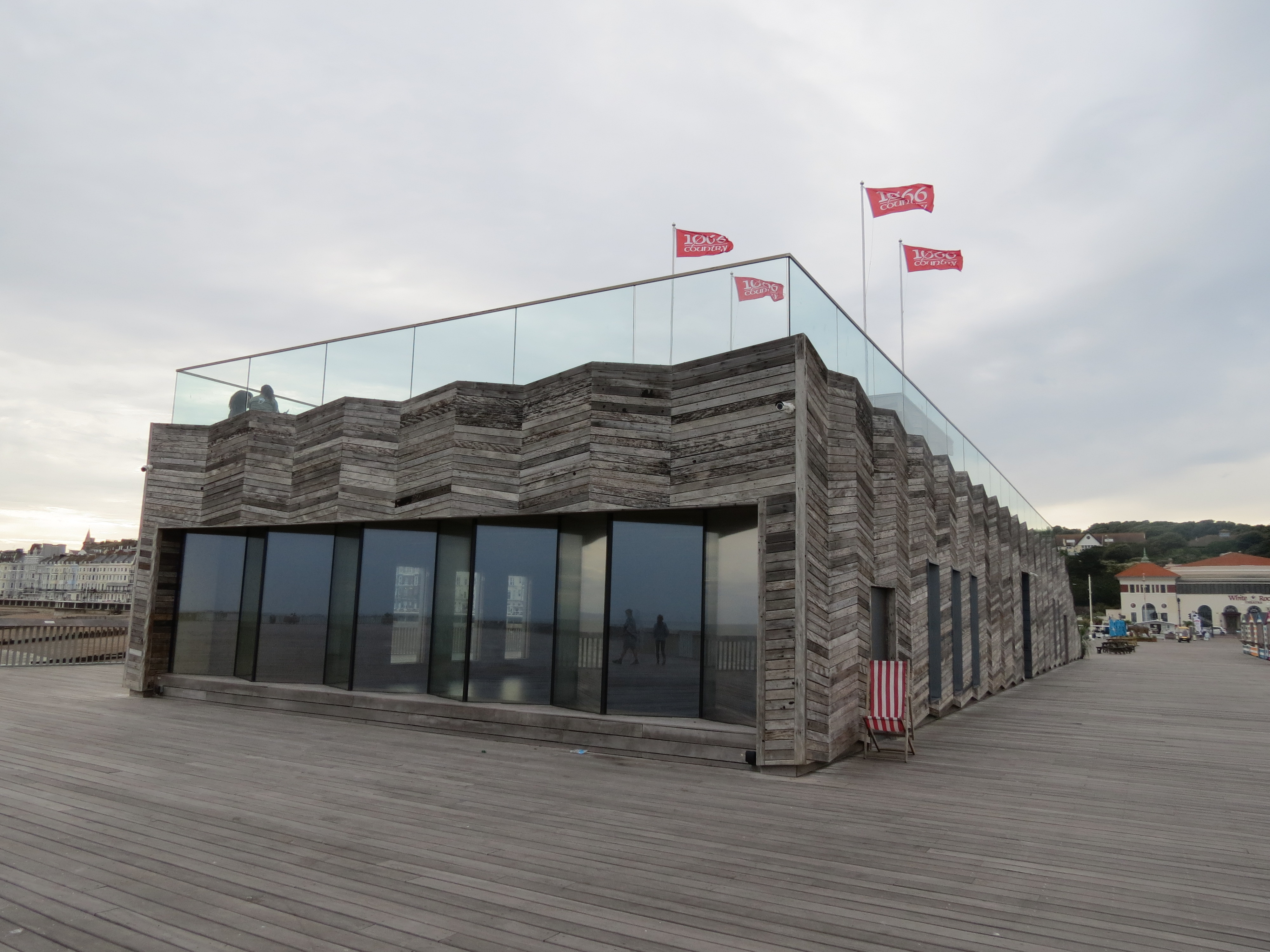
Hastings Pier

- dRMM Architects: Hastings Pier, Hastings

### 2016
Sieger

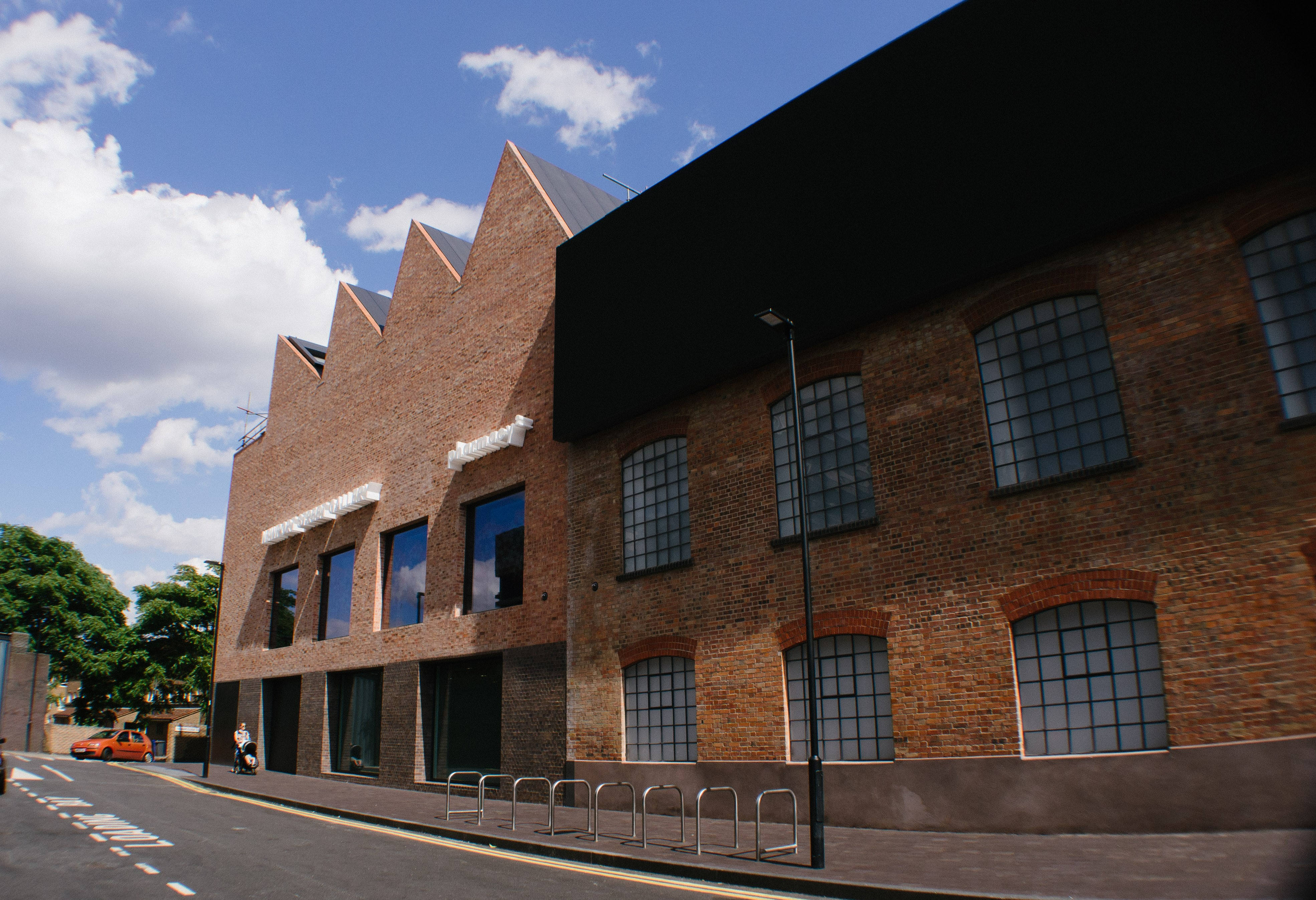
Newport Street Gallery, London

- Caruso St John: Newport Street Gallery, Vauxhall (London)

### 2015
Sieger
- Allford Hall Monaghan Morris: Burntwood School, Staffordshire

### 2014
Sieger

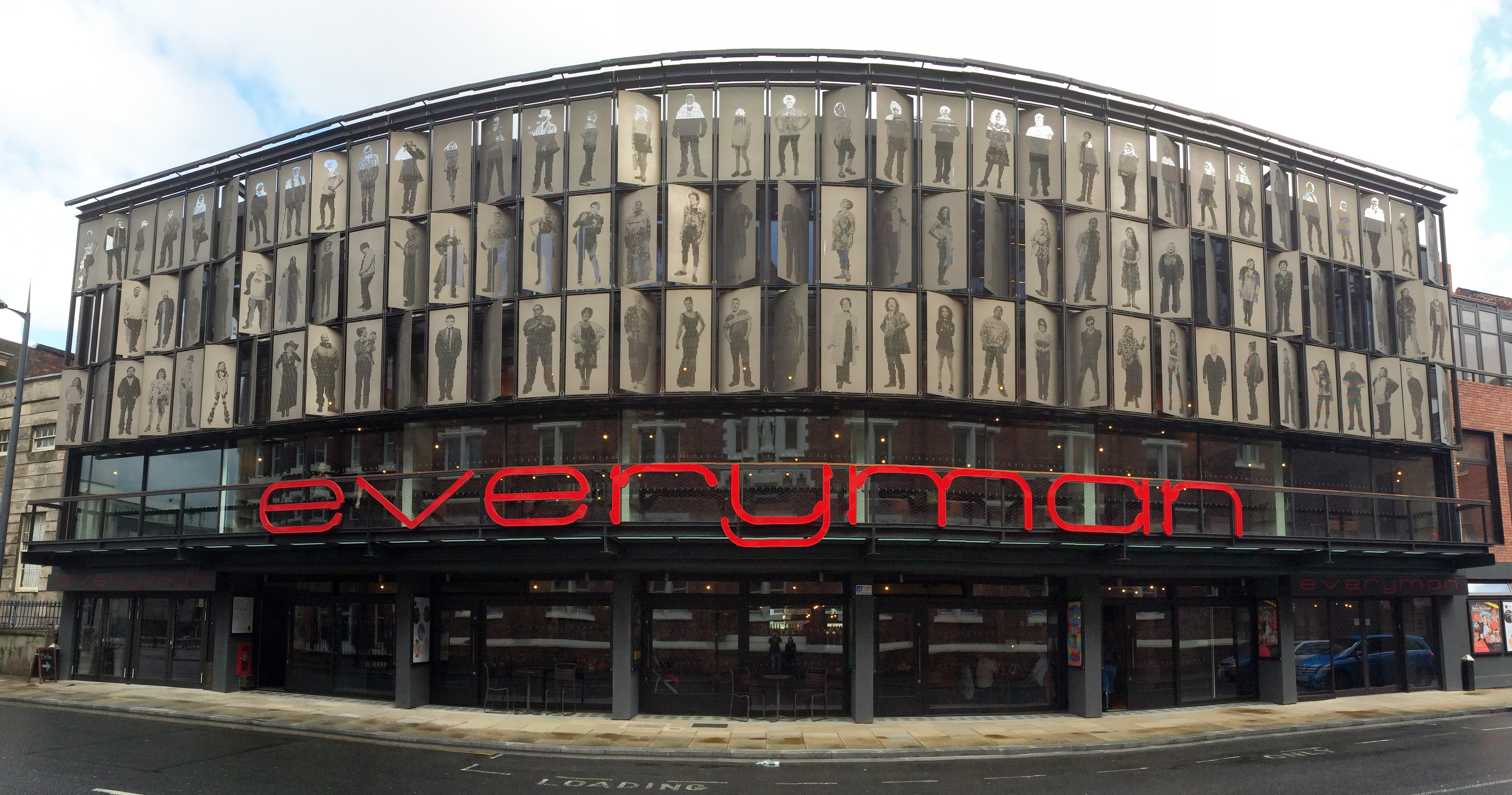
Everyman Theatre, Liverpool

- Haworth Tompkins: Everyman Theatre, Liverpool

### 2013
Sieger
- Witherford Watson Mann Architects: Astley Castle, England

### 2012
Sieger
- Stanton Williams: Sainsbury Laboratory, Cambridge, England

### 2011
Sieger

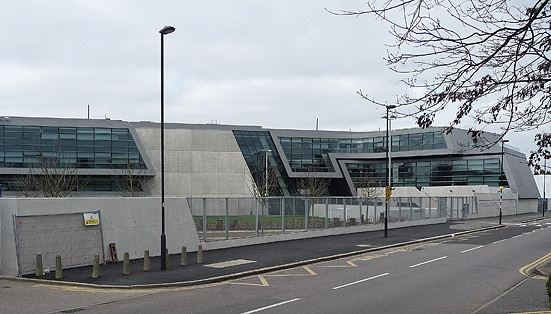
2011: Evelyn Grace Academy, London von Zaha Hadid

- Zaha Hadid: Evelyn Grace Academy, London

### 2010

Zaha Hadid: MAXXI Museum, Rom

Sieger
- Zaha Hadid: MAXXI Museum, Rom.

### 2009
Sieger
- Rogers Stirk Harbour + Partners: Maggie’s Centre, London.

### 2008
Sieger
- Feilden Clegg Bradley Studios / Alison Brooks Architects / Maccreanor Lavington: Accordia housing development, Cambridge.

Zweitplatzierte
- Grimshaw/Arcadis: Amsterdam Bijlmer Arena Station
- Denton Corker Marshall: Manchester Civil Justice Centre
- Zaha Hadid mit Patrik Schumacher: Nord Park Railway, Innsbruck
- Allies and Morrison: Royal Festival Hall, London
- Allford Hall Monaghan Morris: Westminster Academy, London

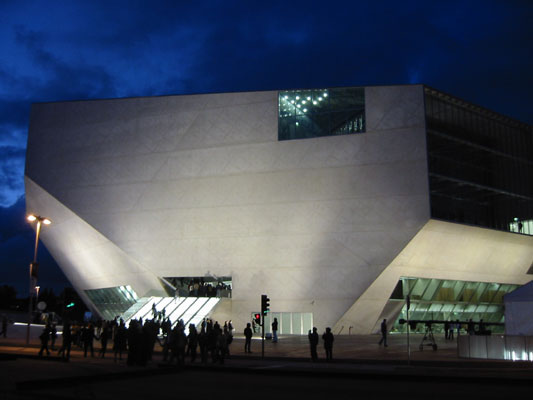
2007 nominiert – Casa da Música, Porto, Portugal von Office for Metropolitan Architecture mit Arup-AFA

### 2007
Sieger
- David Chipperfield Architects: Deutsches Literaturarchiv Marbach, Marbach am Neckar, Germany

Zweitplatzierte
- David Chipperfield Architects: America's Cup Building, Valencia
- Office for Metropolitan Architecture/Arup-AFA: Casa da Música, Porto, Portugal
- Foster and Partners: Dresden Station Redevelopment, Dresden, Germany
- Glenn Howells Architects: The Savill Building Visitors Centre, Windsor Great Park
- Haworth Tompkins: Young Vic Theatre, London SE1[1]

### 2006
Sieger
- The Richard Rogers Partnership: Terminal 4, Barajas Airport, Madrid

Zweitplatzierte
- Adjaye Associates: The Whitechapel Idea Store
- Hopkins Architects: The Evelina Children's Hospital
- Caruso St John Architects: Brick House
- The Richard Rogers Partnership: The Welsh Assembly Building
- Zaha Hadid Architects: The Phaeno, Wolfsburg

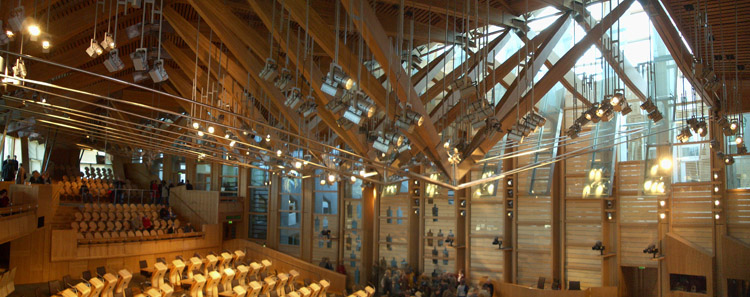
2005 – Innenansicht des Schottischen Parlamentsgebäudes von Enric Miralles.

### 2005
Sieger
- EMBT/RMJM: Scottish Parliament building, Edinburgh

Zweitplatzierte
- Bennetts Associates: Brighton Library, Brighton
- Zaha Hadid: BMW Central Building, Leipzig
- Foster and Partners: McLaren Technology Centre, Woking
- O’Donnell & Tuomey: Lewis Glucksman Gallery, Cork
- Alsop Designs: Fawood Children’s Centre, Harlesden

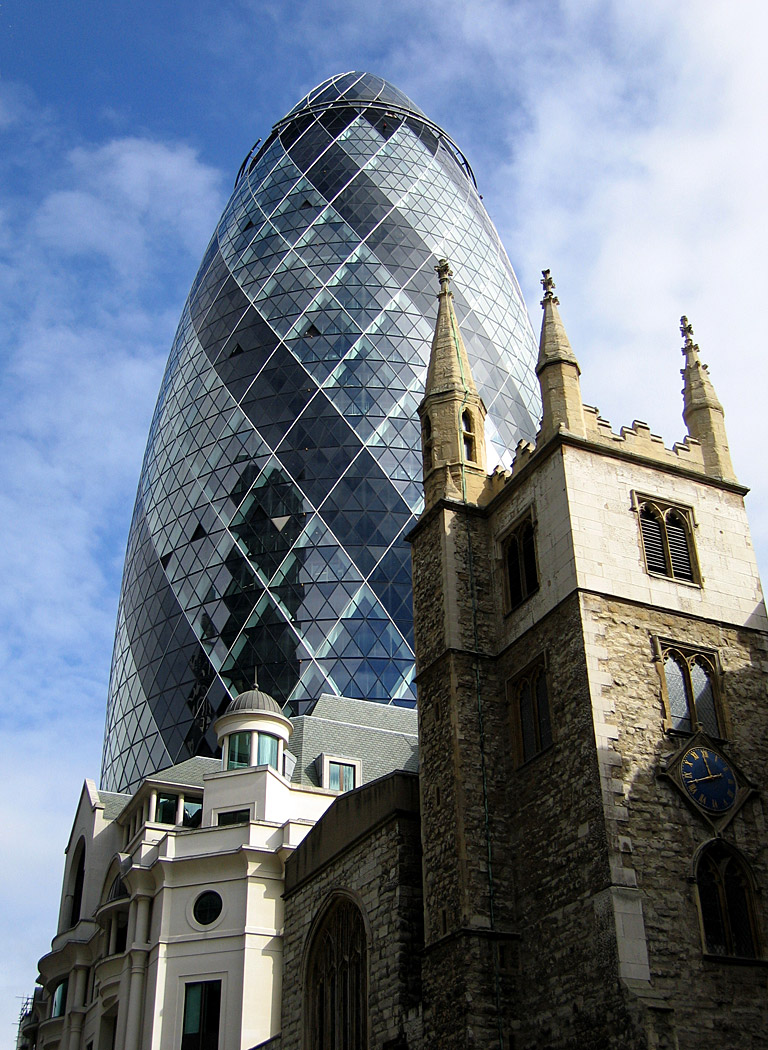
2004 – 30 St. Mary Axe, London von Sir Norman Foster

### 2004
Sieger
- Foster and Partners: 30 St Mary Axe, London

Zweitplatzierte
- Studio Daniel Libeskind: Imperial War Museum North, Manchester
- MacCormac Jamieson Prichard: The Phoenix Initiative, Coventry
- Foster and Partners: The Business Academy, Bexley
- Ian Ritchie Architects: The Spire of Dublin
- Peter Cook, Colin Fournier: Kunsthaus, Graz

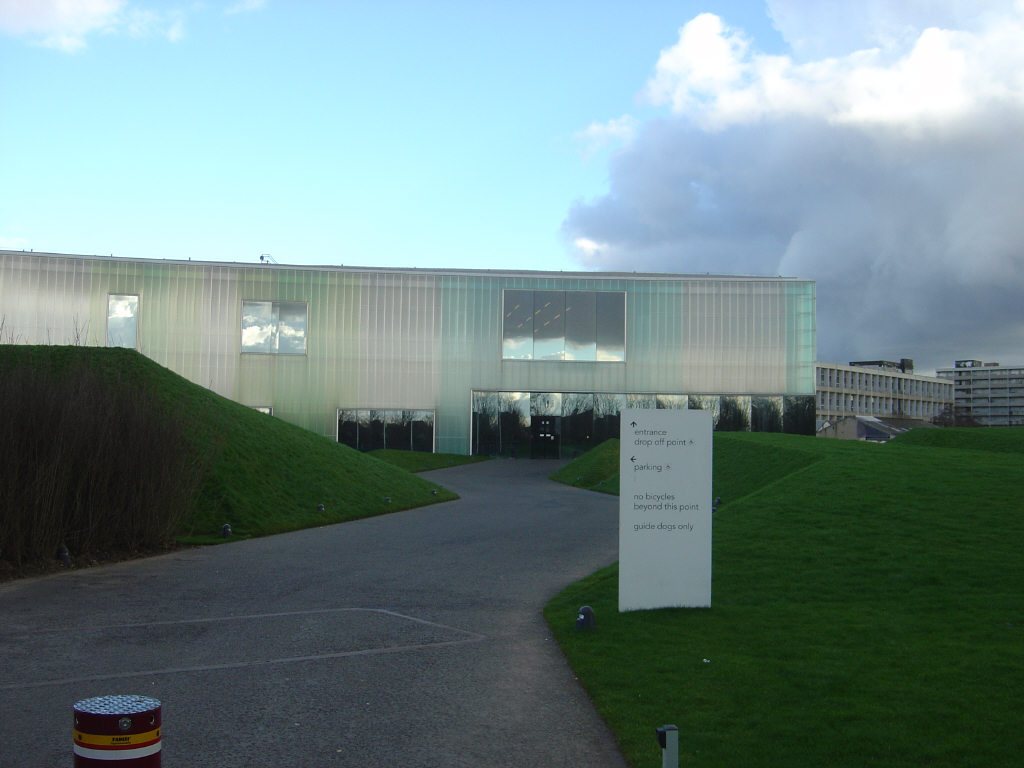
2003 – Laban dance centre von Herzog & de Meuron.

### 2003
Sieger
- Herzog & de Meuron: Laban dance centre, Deptford, London

Zweitplatzierte
- Bill Dunster Architects: BedZED
- Eric Parry Architects: 30 Finsbury Square, London EC2
- Foster and Partners: Great Court, British Museum
- Ian Ritchie Architects: Plymouth Theatre Royal Production Centre
- Sutherland Hussey Architects mit Jake Harvey, Donald Urquhart, Glen Onwin und Sandra Kennedy: Tiree Shelter

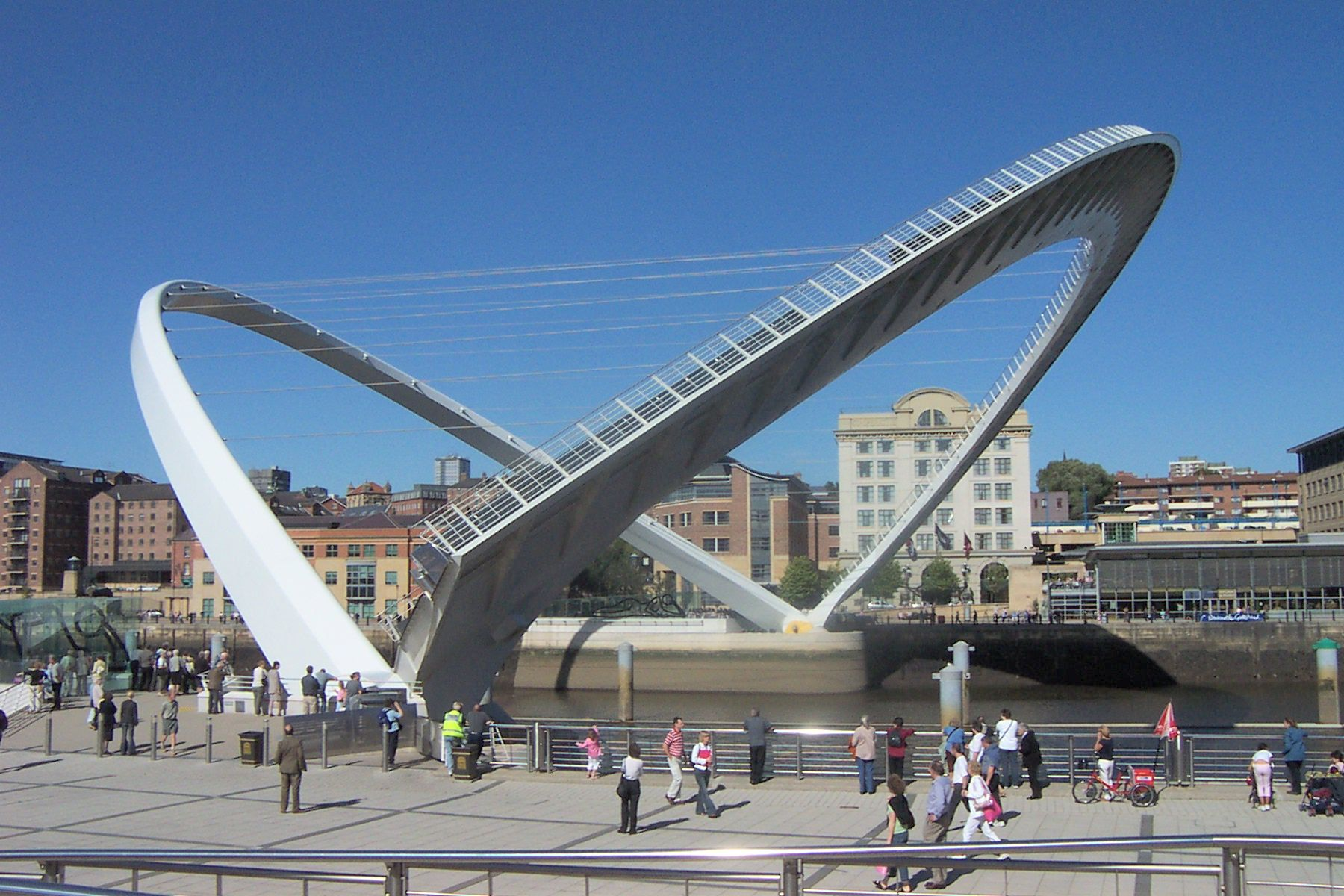
2002 – Gateshead Millennium Bridge von Wilkinson Eyre.

### 2002
Sieger
- Wilkinson Eyre, Gifford: Gateshead Millennium Bridge

Zweitplatzierte
- Malcolm Fraser Architects: Dance Base, Grassmarket, Edinburgh
- Edward Cullinan Architects: Weald and Downland Gridshell, Weald and Downland Open Air Museum
- David Chipperfield Architects: Ernsting’s Service Centre, Coesfeld-Lette, Germany
- Building Design Partnership: Hampden Gurney Church of England Primary School, London W1
- Richard Rogers Partnership: Lloyd’s Register of Shipping
- Benson & Forsyth: Millennium Wing, National Gallery of Ireland

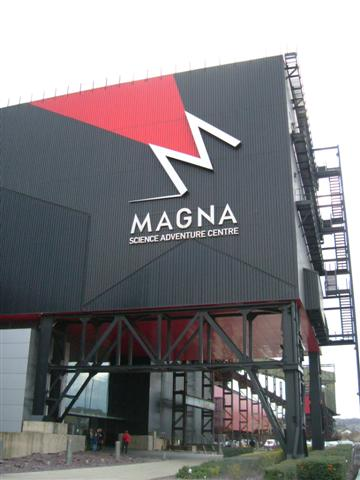
2001 – Magna Centre von Wilkinson Eyre

### 2001
Sieger
- Wilkinson Eyre: Magna Centre, Rotherham

Zweitplatzierte
- Nicholas Grimshaw and Partners, Anthony Hunt: Eden Project
- Eldridge Smerin: The Lawns, Highgate
- Jeremy Dixon Edward Jones: National Portrait Gallery extension
- Guy Greenfield Architects: The Surgery, Hammersmith
- Michael Hopkins & Partners: Portcullis House and Westminster Underground Station
- Michael Wilford & Partners: British Embassy in Berlin

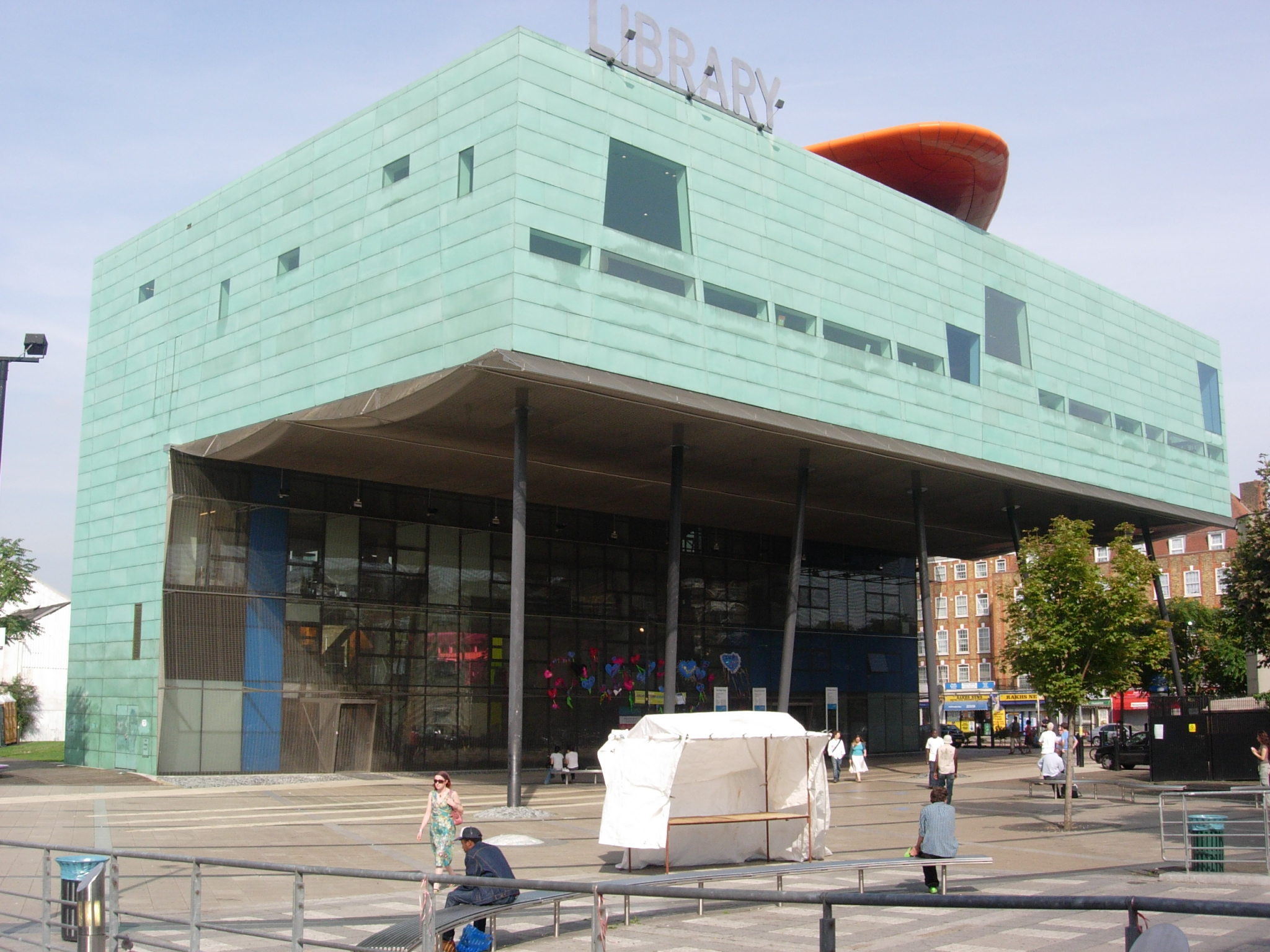
2000 – Peckham Library von Alsop & Störmer

### 2000
Sieger
- Alsop & Störmer: Peckham Library

Zweitplatzierte
- Caruso St John: New Art Gallery Walsall
- Norman Foster & Partners: Canary Wharf Station
- Marks Barfield: London Eye
- Richard Rogers Partnership: 88 Wood Street, City of London
- Sauerbruch Hutton: GSW Headquarters, Berlin
- Chetwood Associates: Sainsburys Supermarket, Greenwich

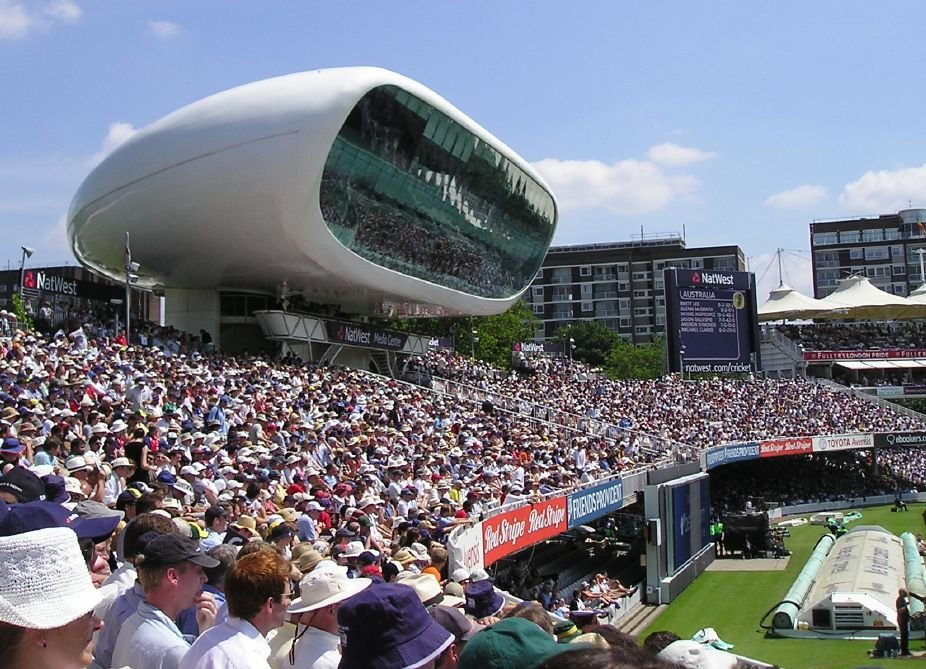
1999 – Lord’s Cricket Ground Media Centre von Future Systems.

### 1999
Sieger
- Future Systems: Lord’s Cricket Ground London, Media Centre

Zweitplatzierte
- David Chipperfield Architects: River and Rowing Museum, Henley on Thames
- Benson & Forsyth: Museum of Scotland
- Alsop, Lyall & Störmer: North Greenwich Jubilee Line Underground station
- Chris Wilkinson Architects: Jubilee Line Extension Project
- Wilford Associates: Sto AG Marketing and Training Building
- Foster and Partners: Reichstag, Berlin
- O’Donnell & Tuomey: Ranelagh Multi-Denominational School

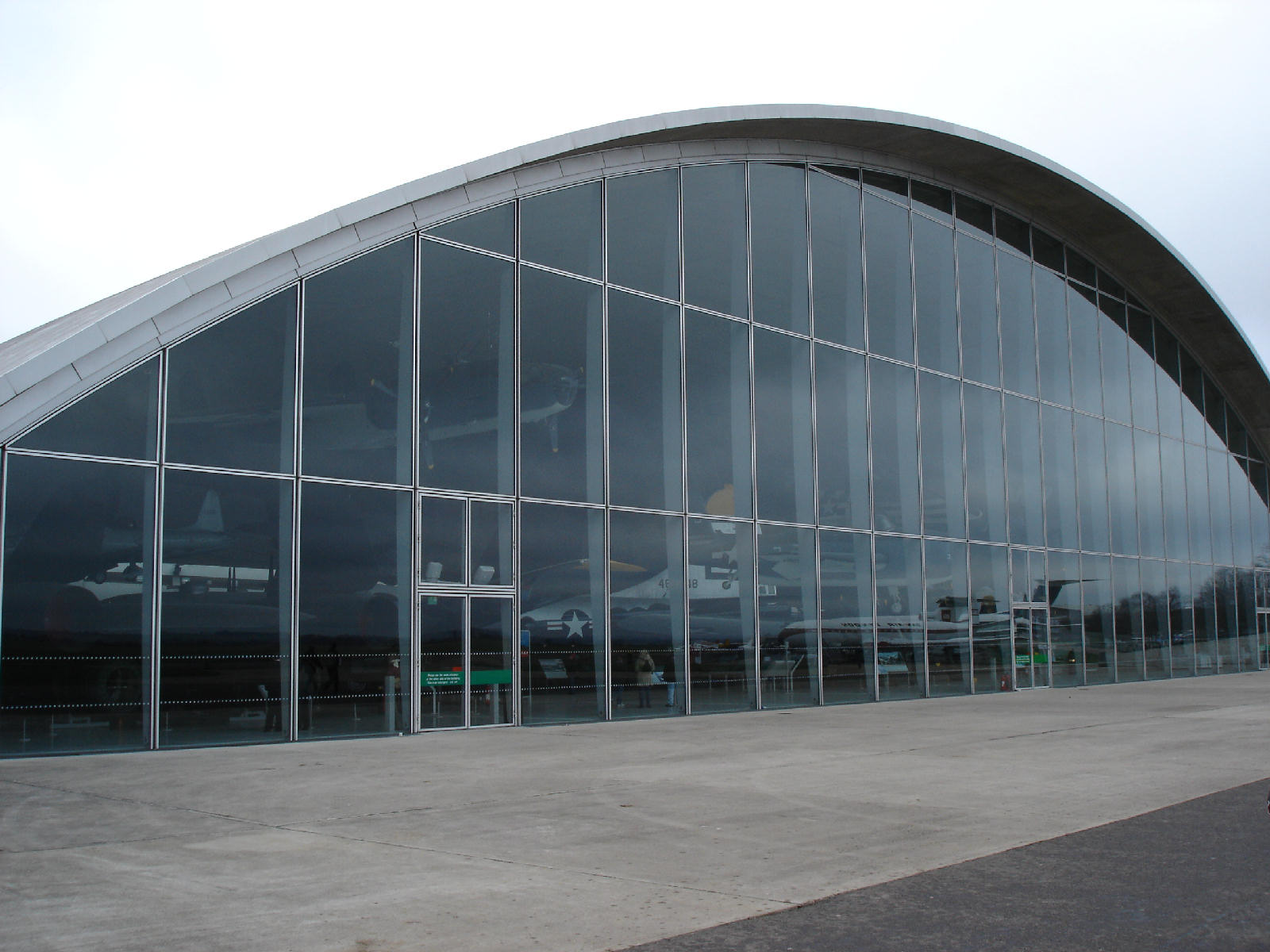
1998 – Imperial War Museum, Duxford von Foster and Partners

### 1998
Sieger
- Foster and Partners: American Air Museum, Imperial War Museum, Duxford

Zweitplatzierte
- Rick Mather: Private house, North London
- Ian Ritchie Architects: Concert platform, Crystal Palace Park Concert Platform, London
- Ian Taylor mit Bennetts Associates: Richard Attenborough Centre
- Stephenson Bell: Quay Bar, Manchester
- Inskip and Jenkins: Temple of Concord and Victory (restoration), Stowe
- Günter Behnisch: St Benno School, Dresden
- Günter Behnisch: Landesgirokasse, Stuttgart
- David Chipperfield: Office and studio building Kaistraße Studios, Düsseldorf
- Norman Foster and Partners: Commerzbank HQ, Frankfurt
- Colin St John Wilson: British Library

### 1997
Sieger
- Michael Wilford: Music School, Stuttgart

Zweitplatzierte
- Will Alsop: Hotel du Département des Bouches-du-Rhône, Marseille
- Mark Guard: Roof-top apartment, Paris
- Richard Murphy: Maggie's Centre, Edinburgh
- Richard Rogers: Paul Hamlyn Learning Resource Centre, Thames Valley University
- Chris Wilkinson: Stratford maintenance depot, Jubilee Line

### 1996
Sieger
- Stephen Hodder: Centenary Building, University of Salford